# Chu Địch
Chu Địch (chữ Hán: 周迪, ? – 565), người Nam Thành, Lâm Xuyên , nhân vật quân sự cuối Lương đầu Trần vào thời Nam Bắc triều trong lịch sử Trung Quốc.

## Làm tướng nhà Lương
Chu Địch xuất thân nghèo khổ, có sức mạnh, lấy việc săn bắn và buôn bán những sản vật tìm được trong núi làm kế sinh nhai. Năm Đại Bảo đầu tiên nhà Lương (550), người Lâm Xuyên là Chu Tục mượn danh nghĩa thảo phạt Hầu Cảnh để khởi binh, ông chiêu mộ người trong làng hưởng ứng. Chu Địch tác chiến dũng cảm, lập nhiều chiến công, quản lý bộ hạ bằng kỷ luật nghiêm minh, lại còn thể tuất dân tình. Trong khi tướng lĩnh của Chu Tục đều là hào tộc trong quận, hay nhũng nhiễu nhân dân, khi bị Tục cấm đoán thì đâm ra oán giận, cuối cùng vì tranh giành quyền lực mà giết chết Tục, đề cử Địch làm chủ. Ông e ngại mình xuất thân thấp kém, không chế ngự nổi bọn họ, bèn chuyển giao cho người cùng họ đã có danh vọng là Chu Phu.
Lực lượng của họ không ngừng lớn mạnh, Chu Phu ở Cố quận (quận trị là Nam Thành), Chu Địch ở Công Đường , Lâm Xuyên, đều thiết lập chỗ đóng quân và trường huấn luyện. Năm Thừa Thánh đầu tiên (552), bình xong loạn Hầu Cảnh, Lương Nguyên đế thụ Chu Địch làm Tráng vũ tướng quân, Cao Châu  thứ sử, phong Lâm Nhữ  huyện hầu, thực ấp 500 hộ. Năm Thái Bình đầu tiên (556), được thụ thêm Sứ trì tiết, Tán kỵ thường thị, Tín uy tướng quân, Hành Châu  thứ sử, lĩnh Lâm Xuyên nội sử.
Ông làm người chất phác, cùng sĩ tốt đồng cam cộng khổ. Mùa đông mặc áo ngắn, mùa hạ đi chân trần, coi nhẹ tiền tạc, thích giúp đỡ mọi người, thường chu cấp cho sĩ tốt và trăm họ nghèo khó, rất được nhân dân Lâm Xuyên ủng hộ.

## Làm tướng nhà Trần
Tháng 2 năm Thái Bình thứ 2 (557), Quảng Châu thứ sử Tiêu Bột khởi binh chống lại Thượng thư lệnh Trần Bá Tiên, ra Nam Khang đến vây bức Dự Chương. Bá Tiên lệnh cho Chu Văn Dục thảo phạt, vào lúc khó khăn được Chu Địch trợ giúp lương hướng, nên ông được phong Chấn viễn tướng quân, Giang Châu  thứ sử.
Năm Vĩnh Định thứ 2 (558) nhà Trần, Tương Châu thứ sử Vương Lâm khởi binh, tiến xuống phía đông. Chu Địch cũng muốn chiếm cứ Nam Xuyên (1 dải lưu vực Cống Giang), triệu tập 8 viên quận thú của 8 quận dưới quyền là Nam Khang , Nghi Xuân, An Thành , Lư Lăng , Lâm Xuyên, Ba Sơn , Dự Chương, Dự Ninh . Trần Vũ đế sợ ông gây biến, đãi ngộ đặc biệt rất hậu hĩ.
Quân Vương Lâm đến Bồn Thành, phái bọn Lý Hiếu Khâm, Phàn Mãnh cùng Tân Ngô động chủ Dư Hiếu Khoảnh hội họp, lĩnh 2 vạn binh đến bức Công Đường, rồi lấy 8 hương trấn của Lạc Thành  làm trung tâm, dùng cây gỗ dựng công sự vây bức Công Đường. Tháng 7, Cao Châu thứ sử Hoàng Pháp Cù, Ngô Hưng thái thú Thẩm Khác soái quân trợ giúp Chu Địch, ông lấy Chu Phu giữ Lâm Xuyên, cắt đứt đường thủy, đánh cho Dư Hiếu Khoảnh đại bại, nhờ công được phong làm Bình Nam tướng quân.
Tháng 5 năm sau, Dự Chương thái thú Hùng Đàm Lãng giết Chu Văn Dục phản Trần, hưởng ứng Vương Lâm. Chu Địch cùng bọn Hoàng Pháp Cù, Chu Phu soái binh vây diệt Đàm Lãng, ông ta thua chạy đến quận Ba Sơn, bị thôn dân chém đầu. Trần Văn đế phong Chu Địch làm Trấn nam tướng quân.

## Phản Trần thất bại
Chu Địch vì nhà Trần lập không ít công lao, nhưng vẫn có bụng cát cứ 1 phương, chưa chịu vào triều. Văn đế điều ông đi trấn Bồn Thành, đòi con trai của ông vào triều đợi mệnh. Chu Địch rất bất mãn, ngầm câu kết với Vương Lâm và bọn Cấn Châu  thứ sử Lưu Dị, Mân Châu  thứ sử Trần Bảo Ứng.
Năm Thiên Gia thứ 3 (562), Trần Văn đế lệnh cho Giang Châu thứ sử Ngô Minh Triệt đô đốc các cánh quân của bọn Cao Châu thứ sử Hoàng Pháp Cù, Dự Chương thái thú Chu Phu thảo phạt Chu Địch nhưng thất bại. Lại lệnh cho Trần Húc (sau này là Trần Tuyên đế) làm Tổng đốc, lần thứ 2 tấn công Chu Địch. Ông vì ít không địch nổi nhiều, vào tháng 1 năm sau bị đánh bại, vợ con bị bắt, một mình trốn đến chỗ Trần Bảo Ứng ở Tân An. Trần Bảo Ứng cấp cho binh mã, lương thảo, Lưu Dị cũng phái con thứ Trung Thần đi theo Chu Địch.
Tháng 9, dân chúng 3 huyện Nam Thành, Đông Hưng, Vĩnh Thành  hưởng ứng Chu Địch. Tháng 11, Văn đế lại lệnh cho Dĩnh Châu  thứ sử Chương Chiêu Đạt làm đô đốc lĩnh binh chinh thảo. Chu Địch vì tránh mũi nhọn của ông ta, soái bộ hạ tránh vào hang núi. Trăm họ Lâm Xuyên cảm ơn đức của ông đã bảo hộ họ trong loạn Hầu Cảnh, dù bị bộ hạ của Chiêu Đạt bức bách vẫn không tiết lộ tin tức. Ông ta kết kế, chuyển sang đánh Trần Bảo Ứng, Lưu Dị.
Năm Thiên Gia thứ 5 (564), Chu Địch tụ họp bộ hạ, đánh phá Đông Hưng, thu hàng Tuyên Thành thái thú Tiền Túc đang trấn Đông Hưng; đánh bại Ngô Châu thứ sử Trần Dương, giết Càn Hóa  hầu Trần Sa, Trần Lưu  thái thú Trương Toại, binh oai chấn động. Văn đế lại phái đô đốc Trình Linh Tẩy trấn áp, ông không địch nổi, cùng hơn 10 người chạy vào hang núi.
Tháng 7 năm Thiên Gia thứ 6 (565), Chu Địch phái bộ hạ ra phố thị tìm các thứ nhu yếu, bị người cáo giác. Lâm Xuyên thái thú Lạc Nha bắt được bọn họ, bức bọn họ đưa quan quân vào núi, nhân lúc ông ra ngoài săn bắn, thừa cơ sát hại.
Sau khi ông mất, trăm họ Nam Thành ngay ở chỗ ấy dựng nên tòa "Chu Vương miếu" để thờ cúng. Người Lâm Xuyên về sau cũng lập miếu  vào đời Đồng Trị nhà Thanh.